# ملاش
ملاش (به انگلیسی: Molash) یک روستا و محله مدنی در بریتانیا است که در Ashford واقع شده‌است. ملاش ۶٫۳۸ کیلومتر مربع مساحت و ۲۴۶ نفر جمعیت دارد.